# Siphulella
Siphulella coralloidea — вид грибів, що належить до монотипового роду  Siphulella.